# Mela Casal
Mela Casal, nascuda a Boqueixón el 1948, és una actriu gallega.

## Trajectòria
Es va fer popular entre els espectadors gallecs pel seu paper d'alcaldessa de Portozás, Celia Rei, a la sèrie Mareas vivas i posteriorment va ser una de les protagonistes d'una altra sèrie de ficció d'èxit de TVG, A vida por diante, emesa entre el gener 2006 i el desembre 2007.
A la televisió, també ha col·laborat en altres produccions com Nada es para siempre (Antena 3), sense oblidar el seu paper de rescatador a Luar. Les seves incursions al cinema són poc nombroses, tot i que cal destacar la seva participació en títols com Sei quen es, de Patricia Ferreira, el 2000, El lápiz del carpintero d'Antón Reixa en 2003 e El año de la garrapata, de Jorge Coira, en 2004, a, així com diversos curtmetratges.
En els darrers anys ha participat en produccions gallegues com la pel·lícula Pradolongo (2008) o el telefilm O club da calcita  (2009).
Va ser nominada al Premio Mestre Mateo a la millor actriu protagonista l'any 2008 per la seva interpretació de Sofía a A vida por diante. També té una gran experiència teatral.

## Cinema
- Martes de carnaval (1991), de Fernando Bauluz e Pedro Carvajal.
- Huidos (1993), de Sancho Gracia.
- O párroco embaucado (1994), de José Carlos Soler (curtametraxe)
- Contos de Alentraia: Tornabón (1994), de Jorge Coira i José Carlos Soler. Com Meiga.
- A metade da vida (1994), de Raúl Veiga.
- A todo tren (1995), de Liida Mosquera (curtametraxe).
- Cando volvas ó meu lado (1999), de Gracia Querejeta. Com Clienta.
- Sei quen es (2001), de Patricia Ferreira. Com Encargada hemeoteca.
- Inútil (2001), de Paco Rañal.
- El lápiz del carpintero (2003), de Antón Reixa. Com Lavandeiro.
- El año de la garrapata (2004), de Jorge Coira. Com Nai de Fran.
- Voarei lonxe (2005), de Belén Vidal (curtmetratge).
- Adeus edrada? (2005), de Rubén Riós.
- Pradolongo (2008), de Ignacio Vilar. Curtmetratge Maruxa.
- Conexão (2009), de Leonel Vieira.
- O club da calceta (2009), de Antón Dobao.
- Vilamor (2008), de Ignacio Vilar. Curtmetratge Anuncia.
- A esmorga (2014), de Ignacio Vilar.

## Televisió
- Unha de romanos (1989), de Xaime Fandiño.[3]
- Luar (1992). Curtmetratge Socorrito.
- Nada es para siempre (1999-2000), de Emilio McGregor i altres. Curtmetratge Profesora Chacón.
- Mareas vivas (1998-2001), de Antón Reixa i Eduardo McGregor. Curtmetratge Alcaldesa Celia Rei.
- A vida por diante (2006-2007), de Carlos Sedes. Curtmetratge Sofía Fornas.
- Escoba!.
- Fariña (2018), Antena 3.

## Teatre
- Estima (2003), de la companyia Pífano.

## Premis i nomiacions

### Premis Mestre Mateo
| Ano  | Categoría                    | pel·lícula                   | Resultado  |
| ---- | ---------------------------- | ---------------------------- | ---------- |
| 2006 | Millor actriu protagonista   | A vida por diante            | Nominada   |
| 2007 | Millor actriu protagonista   | A vida por diante            | Nominada   |
| 2009 | Millor actriu secundària     | Conexión                     | Nominada   |
| 2010 | Millor actriu secundària     | Mar libre                    | Nominada   |
| 2011 | Millor actriu secundària     | Sinbad                       | Nominada   |
| 2014 | Millor actriu secundària     | A esmorga                    | Nominada   |
| 2018 | Premio de Honra Fernando Rey | Premio de Honra Fernando Rey | Guanyadora |